# Пикет (окръг, Тенеси)
Вижте пояснителната страница за други значения на Пикет.
Окръг Пикет (на английски: Pickett County) е окръг в щата Тенеси, Съединени американски щати. Площта му е 453 km², а населението – 4945 души (2000). Административен център е град Бърдстаун.